# Mohamed Saïd Raihani
 (janvier 2010).
Si vous disposez d'ouvrages ou d'articles de référence ou si vous connaissez des sites web de qualité traitant du thème abordé ici, merci de compléter l'article en donnant les références utiles à sa vérifiabilité et en les liant à la section « Notes et références ».
Mohamed Saïd Raïhani (en arabe : محمد سعيد الرَّيْحَاني), est un écrivain marocain trilingue (en arabe, en français et en anglais). Il est romancier, nouvelliste et chercheur en traductologie. Il est né le 23 décembre 1968 à Ksar el-Kébir. Il est membre de l'Union des Écrivains du Maroc  et auteur de plusieurs ouvrages littéraires et journalistiques. Il est titulaire d'un Doctorat en Traduction, de L'École Supérieure Roi Fahd de Traduction à Tanger, d'un Master en Traduction, Communication & Journalisme de la même école, d'un second master en écriture créative (Littérature anglaise) de Lancaster University (Royaume-Uni) et d'une Licence en Lettres Anglaises de l'Université Abdelmalek Essaadi à Tétouan.

### Enfance et premières attractions vers l'art et la littérature
Mohamed Saïd Raïhani est né le 23 décembre 1968 à Ksar el-Kébir où il a fait ses études primaires et secondaires avant d'aller à Tétouan, au nord du Maroc, pour suivre ses études universitaires en littérature anglaise.
Les arts plastiques étaient son  premier amour, mais n'ayant pu accéder à l'école des Beaux-Arts de Tétouan, loin de sa ville natale d’environ 130 kilomètres au nord du Maroc, alors qu’il avait moins de quinze ans, il s’est orienté vers la littérature, à l'âge de 16 ans. 
Il a d'abord tenté d'écrire son autobiographie en langue française dans les années lycée. Par la suite, il a commencé à écrire des pièces théâtrales en anglais, vu qu'à l'époque universitaire il était un passionné du grand dramaturge George Bernard Shaw. 
Il a également essayé d'écrire des nouvelles puisqu’il était fasciné par les écritures d'Ernest Hemingway.  Toutefois, quand  il a terminé ses études universitaires et qu’il a intégré le corps de l'enseignement, il est passé de l'anglais comme langue d'écriture à l'arabe, la langue de son quotidien et de ses rêves. 
Il a, en revanche, gardé son amour pour la nouvelle qui remonte à  son enfance. 
En fait, quand  il était petit, une amie de sa mère leur rendait visite tous les après-midi et leur racontait des contes merveilleux qu’il ne savait pas à l’époque issues des «Mille et une nuits». À cette dame il a fait un hommage très spécial  au premier chapitre de son «photoautobiographie» intitulée «Mon souhait était d'accomplir l'histoire ».
Cette dame a aiguisé sa passion pour l’émission tout comme pour la réception des œuvres narratives dès son jeune âge. 
Ainsi, il a maitrisé l'habileté à émettre les récits avant d'acquérir les astuces de l'écriture littéraire.

### Premiers pas vers l'écriture
Pour  l’écriture, il s’avoue très reconnaissant pour la matière d'expression écrite à l’époque du lycée. Ce qui l'a encouragé à écrire des textes libres s’agissant du fond et de la forme. Cependant, la lecture des livres des grands écrivains lui a ouvert les yeux sur le processus d'écriture, ses coulisses et ses mécanismes. 
Ses premières lectures étaient guidées par les séries télévisées qu’il tenait à regarder chaque soir. Ainsi, «Les misérables» de Victor Hugo était peut-être son premier livre francophone qu’il ait choisi de ses propres mains à l’âge de treize ans.

### Premiers textes narratifs
«Amoureux» était sa première nouvelle écrite en 1991 mais elle n’a été publiée que quinze ans plus tard. Cependant, «Sésame, ouvre-toi!», écrite à l’âge de vingt-trois ans, en 1991, a été publiée le 9 mai 1994 sur l’une des plus grandes annexes littéraires au Maroc des années quatre-vingt-dix, «Bayane Al Yawm Al-Thaqafi». 
Le texte, «Sésame, ouvre-toi!», est centralisé sur un thème se répétant plusieurs fois dans ses premières nouvelles: Le déluge. C’est une nouvelle qui  investit le rêve comme technique narrative dans un voyage allant  du rêve individuel au rêve collectif, écrit l'écrivain marocain Mohamed Aslim dans la préface du recueil de nouvelles «En attendant le lever du jour» publié en 2003.

### Philosophie littéraire
En 2003, il a écrit une nouvelle intitulée “Les trois clefs”  (du recueil de nouvelles "Saison de la migration vers tous les lieux", 2005). Cette nouvelle, “Les trois clefs”, renfermera toute sa philosophie vis-à-vis de l'écriture narrative.
“Les trois clefs” tirent leur force de la nécessité de prendre conscience de la liberté d'expression, de l'amour de l'œuvre écrite et du fait de rêver de toucher le véritable lecteur. C'est une volonté de réconcilier le texte avec sa fonction et sa nature libre :
«Quand la liberté, écrit  Mohamed Saïd Raïhani, en constituera la toile de fond, que l'amour en sera la matière et le rêve une forme de récit, la nouvelle aura fait un grand pas pour se libérer de ses jougs. 
Par ailleurs, quand le créateur prend conscience que l'immunité n'est pas le seul apanage des parlementaires et des politiciens et qu'il y a droit, il pourra écrire des textes libres où il pourra rêver et aimer jusqu'à la lie.»

## Œuvres littéraires  écrites en Arabe
- En attendant le lever du jour (Nouvelles), 2003
- Saison de la migration vers tous les lieux (Nouvelles), 2006
- La mort de l'auteur (Nouvelles), 2010
- Dialogue entre deux générations (Nouvelles), 2011 (Recueil de nouvelles coécrit avec Driss Seghir)
- L’ennemi du soleil, le clown qui s’avéra monstre (Roman_(littérature)), 2012
- Derrière chaque grand homme, il y a des nains (Nouvelles), 2012
- Non à la violence (Nouvelles), 2014
- Cinquante micro-nouvelles: thème Liberté (Micronouvelles), 2015
- Cinquante micro-nouvelles: thème Rêve (Micronouvelles), 2024
- Cinquante micro-nouvelles: thème Amour (Micronouvelles), 2025
- J'aurais souhaité pouvoir tout dire (Photoautobiographie), 2024

## Critique littéraire écrite en Arabe
- Les Trois Clefs: anthologie de la nouvelle marocaine contemporaine (Tome 1: "La Clé du Rêve"), 2006.
- Les Trois Clefs: anthologie de la nouvelle marocaine contemporaine (Tome 2: "La Clé d'Amour"), 2007.
- Les Trois Clefs: anthologie de la nouvelle marocaine contemporaine (Tome 3: "La Clé de la Liberté"), 2008

## Études & enquêtes journalistiques  écrites en Arabe
- Histoire de la manipulation des concours professionnels au Maroc (Tome 1 de l'enquête journalistique Histoire de la manipulation des concours professionnels au Maroc), 2009.
- Lettres ouvertes au ministre de l'enseignement au Maroc (Tome 2 de l'enquête journalistique Histoire de la manipulation des concours professionnels au Maroc), 2011.
- Authenticité du slogan médiatique Arabe à travers l’étude de l'image de presse (cas du slogan d'Aljazeera,"l'opinion & l'autre opinion"), 2015.

## Études onomastiques  écrites en Arabe
- La volonté de la singularité (Étude du prénom marocain), 2001

## Œuvres littéraires traduites en Anglais
- Waiting for the Morning (Nouvelles). Bloomington (Indiana/USA): Xlibris, 2013.

## Œuvres littéraires écrites en Anglais
- Magiquement vôtre! (Nouvelles), 1ère édition 2025.

## Entrevues recueillies dans des livres publiés
- Anas Filali, Raïhanyat (Quarante entrevues avec Mohamed  Saïd Raïhani), Amman/Jordanie : Sayel Publishing Co, 1ère édition, 2012.
- Ouvrage collectif, Chez Raïhani dans sa loge culturelle (Trente entrevues avec Mohamed  Saïd Raïhani sur la culture, l'art et la littérature), Tétouan/Maroc : Maktabat Salma Al-Thaqafiah, 1ère édition, 2016.